# Watch Dogs: Legion
Watch Dogs: Legion (stilisiert: WATCH DOGS LΞGION) ist ein Open-World-Action-Adventure-Spiel von Ubisoft. Es erschien am 29. Oktober 2020 für PlayStation 4, Xbox One, Google Stadia, Microsoft Windows, sowie am 10. November 2020 für Xbox Series und am 19. November als digitale Version und am 24. November als physische Version für die PlayStation 5. Es ist der dritte Teil der Watch-Dogs-Serie.

## Handlung
Jahre nach den Ereignissen von Watch Dogs 2 wirkt sich die beschleunigte Entwicklung von Automatisierung und künstlicher Intelligenz (KI) stark auf die Wirtschaft Großbritanniens aus – Arbeitslosigkeit und organisierte Kriminalität nehmen rasch zu, während das Pfund von Kryptowährungen überholt wird. Unterstützt von einer neu geschaffenen KI namens „Bagley“ untersucht die Londoner „DedSec“-Bewegung eine Gruppe namens „Zero Day“, die plant, das Houses of Parliament mit Sprengstoff zu zerstören. Das DedSec-Mitglied Dalton Wolfe dringt rasch in das Gebäude ein, um den Angriff zu verhindern, und entdeckt schnell, dass sich die Gruppe als „DedSec“-Mitglieder ausgibt, um diese für den Angriff verantwortlich zu machen. Doch während es ihm gelingt, den Sprengstoff zu entschärfen, schafft es „Zero Day“, weitere Sprengsätze rund um London zu zünden und die Stadt ins Chaos zu stürzen. Bevor er Beweise für die Unschuld der Hackergruppe an den Bombenanschlägen vorlegen kann, wird Dalton von einem unbekannten Angreifer ermordet, der seine Erkenntnisse stiehlt.
Nach der Zerstörung beauftragt die britische Regierung das private Militärunternehmen „Albion“ mit der Wiederherstellung der Ordnung in London und gewährt seinem CEO Nigel Cass Zugang zum ctOS (central Operating System) der Stadt, das vom Technologieunternehmen „Blume“ bereitgestellt wird. Nigel beginnt rasch mit der Jagd auf „DedSec“-Mitglieder und zwingt die Hackergruppe, in den Untergrund zu gehen. Mit der Zeit bringt „Albion“ Ruhe in die Stadt, verwandelt London aber effektiv in einen Überwachungsstaat – die persönlichen Freiheiten sind stark eingeschränkt und die Bürger werden in ihren Aktivitäten ständig von „Albion“ überwacht. „DedSec“ taucht rasch wieder auf, sobald sie in Sicherheit sind, und entscheidet sich dafür, neue Mitglieder unter den Bewohnern der Stadt zu rekrutieren, um herauszufinden, wer ihnen die Bombenanschläge angehängt hat, und um London aus seinem derzeitigen Zustand zu befreien.

## Gameplay
Der Spieler kann die Stadt frei erkunden und Kontrolle über die meisten Personen in der Stadt übernehmen. In diesem Sinne gibt es keinen eigentlichen Protagonisten, da der Spieler mehrere Charaktere spielen kann. Stirbt eine Spielfigur, dann ist diese auch nicht mehr spielbar und der Spieler muss auf den nächstbesten Charakter in seinem Team zurückgreifen, sofern der Spieler den "permanenten Tod" eingestellt hat. Jede Spielfigur verfügt über ihren eigenen Fähigkeitenbaum, einen individuellen Tagesablauf und eine Hintergrundgeschichte. Die Aufnahme eines neuen Spielers ins Team erfolgt fast immer durch das Erledigen einer Mission. Sobald ein NPC in das Team aufgenommen wurde, lässt sich der Charakter in drei Klassen einteilen (Angreifer, Einbrecher und Hacker). Es soll insgesamt 5 Storylines mit ca. 60 Missionen geben und auch an einem Koop-Modus mangelt es nicht. So kann der Titel mit bis zu 3 Freunden gleichzeitig gespielt werden, was eigene für diesen Modus bestimmte Missionen freischaltet.

## Entwicklung

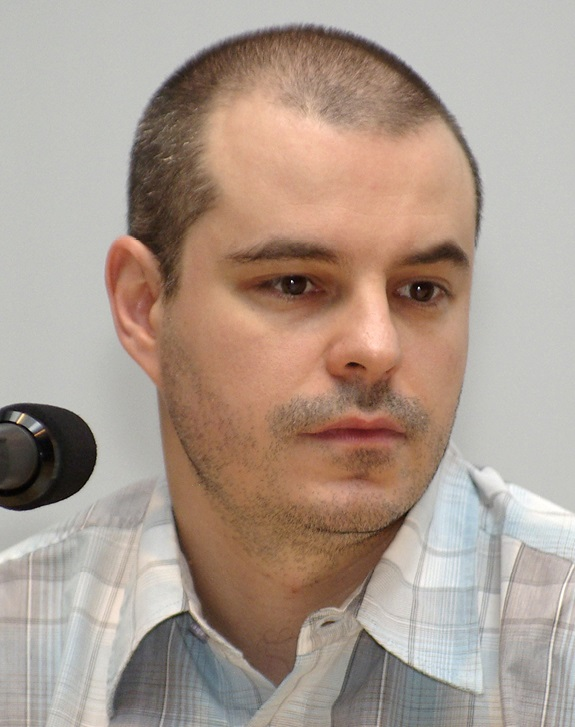
Clint Hocking ist der Creative Director von Watch Dogs: Legion

Watch Dogs: Legion wird von Ubisoft Toronto entwickelt, wobei zusätzliche Arbeit von den Schwesterstudios Ubisoft Montreal, Ubisoft Paris, Ubisoft Bukarest, Ubisoft Kiew und Ubisoft Reflections geleistet wird. Das Entwicklungsteam wird von Creativ Director Clint Hocking geleitet, der angeworben wurde, um bei der Entwicklung des Spiels zu assistieren, da Ubisoft die Entwicklung von ihrem Studio in Montreal nach Toronto verlegt und Entwickler rekrutiert hat, die zuvor bei Far Cry und Far Cry 2 mit ihm zusammengearbeitet hatten.
Bei seiner Enthüllung auf der E3 2019 beschrieben viele Verkaufsstellen das futuristische Londoner Umfeld als Post-Brexit, was nach dem erwarteten Austritt des Vereinigten Königreichs aus der Europäischen Union möglicherweise passieren könnte. Diese Wahl des Schauplatzes wurde zu einem Diskussionspunkt in den Medien, da es mehrere politische Fragen im Zusammenhang mit der Zeit nach Brexit gibt. Hocking erklärte, dass sie etwa anderthalb Jahre vor der eigentlichen Brexit-Abstimmung im Jahr 2016 auf die Idee dieses Schauplatzes gekommen seien, und dass es zwar um Brexit gehe, es aber nicht darum gehe, über das Wesen von Brexit zu debattieren, sondern darum, bereits heute in der Welt vorhandene Elemente, die zu Ereignissen wie Brexit führen, zu zeigen und zu diskutieren. Am 25. Januar 2020 wies Hocking darauf hin, dass als "Kulturschaffender" das Ziel der Einbeziehung von Elementen aus der realen Welt wie Brexit darin besteht, den Spielern ein Mittel zur Verfügung zu stellen, um sich mit der Welt um sie herum auseinanderzusetzen, wobei das Entwicklungsteam erhebliche Überlegungen darüber anstellt, wie diese und andere Ereignisse, die sich in der realen Welt im Umfeld von Legion abspielen, umgesetzt werden können.

## Rezeption
Watch Dogs: Legion wurde zwiespältig von der Presse aufgenommen. Teils wurde es als kreative Open-World-Sandbox gelobt oder aber über die traditionellen Schwächen von Ubisoft-Titeln wie fehlender Tiefgang, schlechter Charaktere und ausufernder Sammelobjekte kritisiert. Die Rekrutierungsfunktion, mit der jeder NPC zur Spielfigur werde, spaltete am meisten, da sie für sehr kuriose Herangehensweisen auf die Missionen sorge. Andererseits fehle eine Identifikationsfigur. Für Alexander Bohn-Elias von Eurogamer reiche die Möglichkeit, eine Bewegung aufzubauen, spielerisch nicht aus, da die Spielmechaniken ansonsten zu bekannt seien.